# Тузов Євген Юрійович
Євге́н Юрійо́вич Ту́зов (нар. 7 серпня 1986, Жданов, Донецька область, УРСР) — український громадський діяч, волонтер, благодійник та колишній тренер з вільної боротьби та змішаних єдиноборств. Під час повномасштабного вторгнення Росії в Україну був організатором та керівником найбільшого сховища у Маріуполі. Займався забезпеченням гуманітарною допомогою жителів Маріуполя.
Співорганізатор показу фільму «20 днів у Маріуполі» у Європарламенті та у соціально-економічному комітеті Європарламенту
Нагороджений медаллю «Хоробре серце» за сприяння Силам Оборони України (ОТУ Харків)

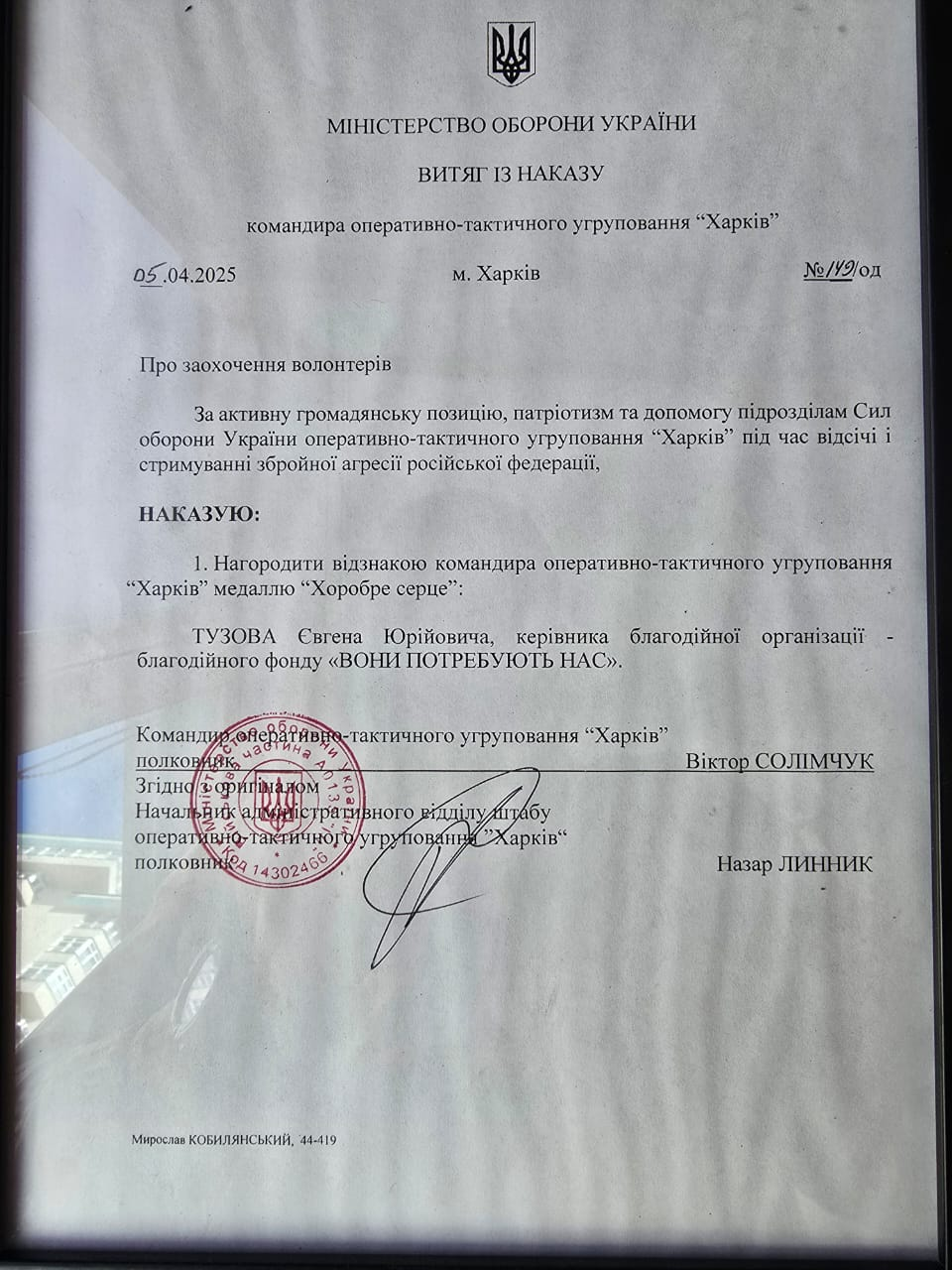
Витяг наказу про вручення медалі "Хоробре серце"

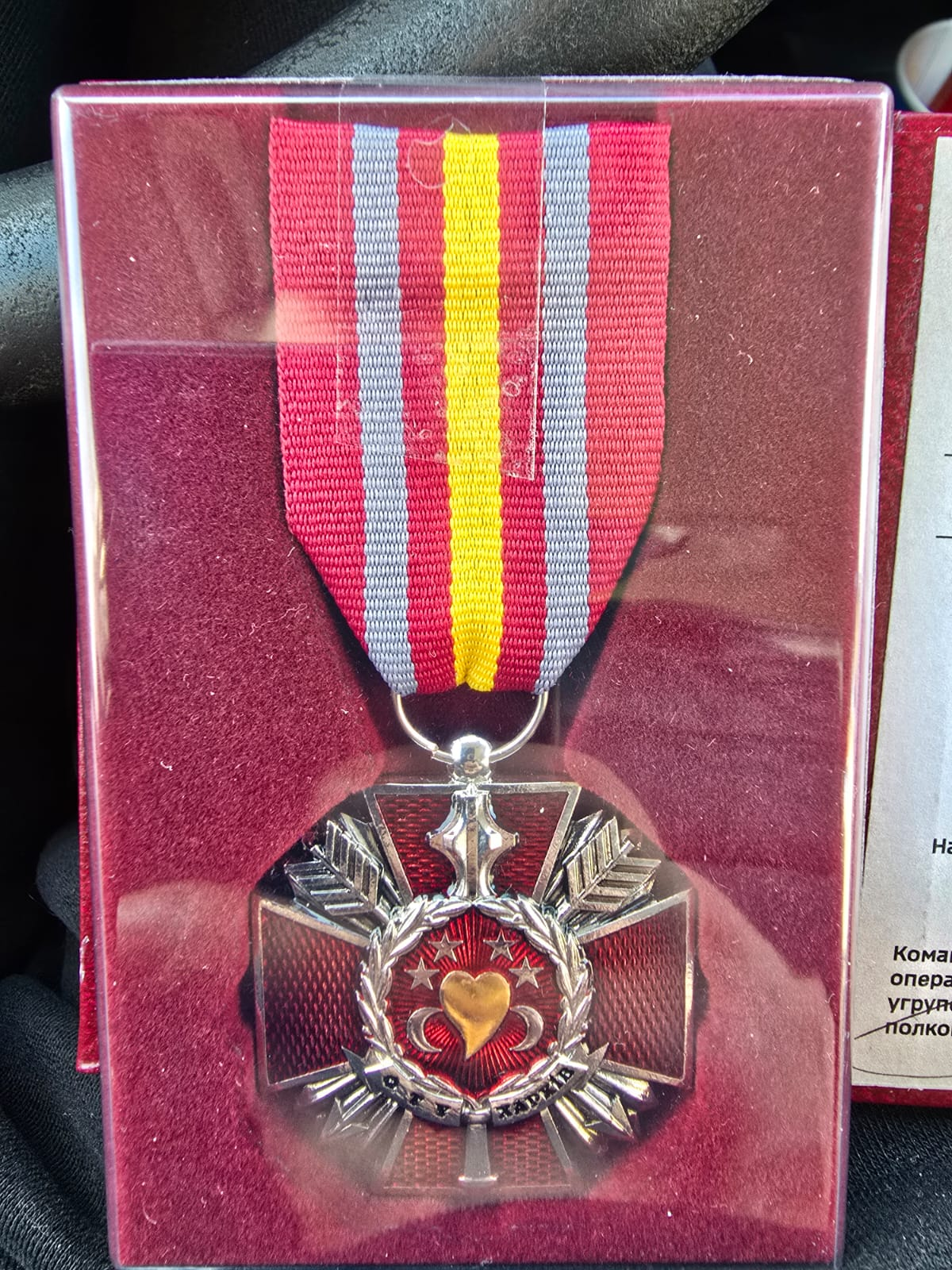
Медаль "Хоробре серце" від ОТУ Харків

## Життєпис
Народився 7 серпня 1986 року в місті Жданов (нині Маріуполь). 1993—2003 навчався в школі. 2003 року вступив до Донецького національного університету за спеціальністю «правознавство».

### Спортивна діяльність
1999 року почав займатись вільною боротьбою. Тренер — Едуард Миколайович Харичура. З 2001 року займається греко-римською боротьбою. Тренер — Рустам Аджі. Тренувався у Маріуполі.
З 2009 до 2011 працював спеціалістом з землеустрою в Маріупольській міській раді[джерело?].
З 2010 почав тренувати у місті Маріуполь по вільній боротьбі та по змішаних єдиноборствах[джерело?].
У квітні 2016 року став тренером інституту фізичного виховання у місті Чумпхон (Таїланд). Через два місяці став тренером збірної Таїланду з вільної боротьби. У серпні 2016 року жіноча команда інституту виграла золото у командному заліку Таїланду. На азійських іграх під керівництвом Євгена спортсмени команди Таїланду зайняли три бронзових нагороди місця і одне срібло, що стало найкращим спортивним результатом команд за останні 10 років. У грудні 2016 року повернувся в Маріуполь і заснував спортивний клуб змішаних єдиноборств Jack team. Вперше зібрав команду Донецької області з цього виду спорту і був тренером та представником команди на всеукраїнських змаганнях[джерело?].
У період з 2016 до 2019 року спортсмен клубу Jack Team Сурен Оганджанян провів більше 18-ти поєдинків на всеукраїнських змаганнях по змішаних єдиноборствах без жодного програшу[джерело?].
2018 року вперше в історії провів в Маріуполі професійний турнір зі змішаних єдиноборств Steel Men's Fighting Championship, у яких взяло участь 30 бійців з різних куточків України. Результати турніру записувались у професійну статистику бійців на міжнародному сайті sherdog.com.

### Рятувальна діяльність
У 2019 році почав працювати у круїзній кампанії MANO на позиції головного рятувальника. За весь час роботи протягом 9 місяців (з березня по листопад) команда Євгена врятувала 28 людей, зокрема 13 врятував особисто він[джерело?].
Повернувся до Маріуполя і продовжив спортивну тренерську діяльність.

### Благодійність
У 2016 році започаткував благодійний проєкт «They need us», а вже 2018 року було започатковано проєкт «Green planet challenge». Суть проєкту полягала в покращенні екології Маріуполя. Реалізація була в тому щоб посадити дерево і передати цей челлендж 10-ти друзям. Протягом реалізації челленджу було висаджено близько 30-ти дерев на території Південно-Східної Азії, Центральної Європи та Північної Америки.
2019 році у рамках проєкту «Green planet challenge» власноруч висадив більше ніж 30 дерев у 15-ти країнах — у Греції, Італії, Хорватії, Словаччині, Ізраїлі, Мальті, Іспанії, Франції та інших. У 2021 році у Маріуполі було висаджено 3500 дерев у рамках проєкту «Green planet challenge»[джерело?].
2020 року зібрав благодійний вантаж на допомогу жителям Луганської області, які постраждали від лісових пожеж[джерело?].

### Повномасштабне вторгнення
Після початку повномасштабного вторгнення Росії в Україну з 25 лютого 2022 року був організатором та керівником найбільшого сховища у Маріуполі. Він планував та координував роботу декількох бомбосховищ у місті, де надав притулок понад 6 000 маріупольців. Займався забезпеченням гуманітарною допомогою жителів Маріуполя та прилеглих районів. Завдяки запровадженим гуманітарним місіям вдалось евакуюватись усім місцевим жителям цього сховища без жодних людських втрат.
21 березня 2022 року Євген виїхав до Дніпра разом із сім'єю, де він заснував хаб «Шатер» для тимчасово переселених осіб. У цьому хабі знайшло прихисток понад 1250 переселенців та видано понад 3 тонни продуктових наборів для переселенців з Маріуполя, які знаходились у місті Дніпро. «Шатер» забезпечує їжею, медикаментами та речами першої потреби декілька населених пунктів у прифронтовій та фронтовій зонах — Костянтинівка, Слов'янськ, Лиман, Ямпіль, Ізюм та декілька населених пунктів у Херсонській області[джерело?].
Крім того, Євген Тузов займається організацією дитячих таборів для дітей-переселенців, підтримує переселенців з Донецької області, впроваджує системи забезпечення госпіталів.
Після евакуації з Маріуполя, Євген став одним з перших волонтерів, який надавав гуманітарну допомогу містам Ізюм та Лиман. Крім того, він займався евакуацією жителів Херсонської області та тварин після підриву Каховської ГЕС.
Євген Тузов також є ініціатором та організатором благодійних показів документального фільму «20 днів у Маріуполі», який був представлений у таких містах України, як Дніпро, Київ, Одеса, Умань, Львів та інші.
Євген був нагороджений пам'ятною медаллю «Захиснику Вітчизни», нагородою «Волонтер України», а також отримав нагороду від «County of Los Angeles»[джерело?].